# (216343) Wenchang
(216343) Wenchang est un astéroïde de la ceinture principale.

## Description
(216343) Wenchang est un astéroïde de la ceinture principale. Il fut découvert le 28 novembre 2007 à l'Observatoire de Lulin par Ye Quan-Zhi et Hong Qin Lin. Il présente une orbite caractérisée par un demi-grand axe de 2,65 UA, une excentricité de 0,18 et une inclinaison de 14,3° par rapport à l'écliptique.

## Compléments